# Viviane Madeleine Ondoua Biwolé
Viviane Madeleine Ondoua Biwolé, née le  1er novembre 1971, est une universitaire et entrepreneuse camerounaise, experte des questions de gouvernance et de développement sur lesquelles elle a écrit plusieurs ouvrages.

## Biographie
Viviane Madeleine Ondoua Biwolé, épouse Eloundou, est née le 1er novembre 1971 à Bandjoun dans la région de l'Ouest au Cameroun. Elle passe son enfance dans différentes villes du Cameroun. Son père, militaire de profession et originaire de la région de l'Est, décède alors qu'elle est âgée de 11 ans et élève en classe de cours moyen 2 à l'école du centre administratif de Yaoundé. Sa mère, restée veuve, bénéficie de l'appui des affaires sociales du pays et, grâce à l'ancienne ministre Tsanga Delphine, obtient un emploi, un terrain communal à la communauté urbaine de Yaoundé et un crédit au Crédit foncier du Cameroun (CFC).
Viviane Madeleine Ondoua Biwolé est mariée et mère d'une fille.

### Formation
Viviane Ondoua Biwolé fait ses études secondaires et universitaires au Cameroun jusqu'à l'obtention de son doctorat. En 1995, elle obtient sa maîtrise en Sciences de gestion à l'université de Yaoundé II. En 1996, elle obtient son DEA en finance à l'université de Yaoundé II Soa. Elle soutient une thèse en sciences de gestion  le 8 mai 2004 à l’université de Ngaoundéré, sur le  thème : Une  évaluation  des  aides  publiques à  l’entrepreneuriat  au Cameroun (1970-2000). En 2006, elle bénéficie d'une bourse de l'Agence universitaire de la Francophonie, qui lui permet de faire un an à l'étranger pour préparer l'apprentissage à la publication des articles, des ouvrages...
Elle devient professeur le 29 décembre 2017. Elle est promue au grade de maître de conférences à la suite d'un changement de grade proposé par le Comité consultatif des institutions universitaires (CCIU) du Cameroun.

### Carrière professionnelle
Viviane Ondoua Biwolé est enseignante à l’université de Yaoundé II à Soa depuis 1998. Elle est ensuite recrutée en 1999 à l'Institut supérieur de management public (ISMP), à la suite d'un concours spécifiquement féminin. Elle y enseigne pendant 20 ans, de 1999 à 2019. En 2001, elle passe de professeur consultant stagiaire à professeur consultant, après une formation à l'École nationale d'administration publique de Québec. De 2007 à 2010, elle est inspectrice No 1 et inspectrice générale du ministère de la Fonction publique. Puis de 2010 à 2019, elle est directeur général adjoint de l’ISMP. Au bout de neuf ans, elle démissionne de ce poste, conformément à la loi en vigueur au Cameroun,.
Viviane Ondoua Biwolé est la fondatrice du cabinet de formation et de recherche en management OBIV Solutions et fait de la recherche dans les domaines de l’entrepreneuriat, la gouvernance publique et la gestion des ressources humaines. Elle est également reconnue comme une experte et consultante en questions de gouvernance.
En tant que maître de conférences, elle enseigne dans des universités camerounaises et est aussi professeur associé à l’université Yale (programme Epilamp). Elle est représentante de l'Afrique centrale dans le groupe AGSA du Fonds monétaire international.

## Ouvrages
- La PME camerounaise et développement durable : défis-fondements et stratégie. Yaoundé, Editions CLE, 2012,

- « Au secours, je suis patron » : que faire aux premières heures de la nomination ? Yaoundé, Editions CLE, 2014[7]

- La Budgétisation par programme en Afrique subsaharienne. Entre balbutiement et résistances.  Yaoundé Éditions CLE et NENA[8], 2015

- Lois sur les établissements et entreprises publics au Cameroun. Innovations et reculades. Yaoundé, Afrédit, Africaine d'Edition, 2018.

- SCANDALES. Éléments de casuistique pour une viabilité organisationnelle au Cameroun. [9]Yaoundé, Editions CLE, 2019.

- 100 Femmes de l'émergence du Cameroun : troublantes analyses. Yaoundé, Editions CLE[10].

### Publications scientifiques
- Impact de la pandémie du Covid-19 sur l'emploi au Cameroun (IPEC). Regard sur la situation de la femme et l'action syndicale. Yaoundé, 2020[11]
- Entrepreneuriat et développement durable : une comparaison canadienne, camerounaise et tunisienne, in G. Hénault and G. Lemoine (eds), dans Entrepreneuriat et développement durable et Francophonie, aux Editions des archives contemporaines, collection Savoirs Francophones de l’AUF, Paris (2008), A Framework of SMEs’ Strategic Involvement in Sustainable.[7]
- Development, in S. Sharma, M. Starik, R. Wüstenhagen and J. Hamschmidt (Eds), Sustainability Management, Innovation and Entrepreneurship aux éditions Cheltenham, UK (2007).
- Une évaluation des aides publiques à l’entrepreneuriat au Cameroun (1970-2000), thèse de doctorat/Ph.D à l’université de Ngaoundéré (2004).